# Středočeská 1. liga 1925-1926
La Středočeská 1. liga 1925-1926 vide la vittoria finale dello Sparta
Capocannoniere del torneo fu Jan Dvořáček dello Sparta con 32 reti.

## Classifica finale
|    | Classifica        | G  | V  | N | P  | GF  | GS  | Pti |
| -- | ----------------- | -- | -- | - | -- | --- | --- | --- |
| 1  | Sparta            | 22 | 18 | 3 | 1  | 97  | 24  | 39  |
| 2  | Slavia Praga      | 22 | 18 | 2 | 2  | 112 | 25  | 38  |
| 3  | Viktoria Žižkov   | 22 | 16 | 3 | 3  | 91  | 31  | 35  |
| 4  | Nuselský          | 22 | 12 | 3 | 7  | 61  | 49  | 27  |
| 5  | ČAFC Vinohrady    | 22 | 11 | 3 | 8  | 52  | 52  | 25  |
| 6  | Vršovice          | 22 | 9  | 5 | 8  | 57  | 42  | 23  |
| 7  | Meteor Praga VIII | 22 | 10 | 2 | 10 | 65  | 76  | 22  |
| 8  | Kladno            | 22 | 9  | 2 | 11 | 63  | 67  | 20  |
| 9  | Čechie Karlín     | 22 | 6  | 2 | 14 | 58  | 78  | 14  |
| 10 | Libeň             | 22 | 5  | 2 | 15 | 40  | 92  | 12  |
| 11 | Slavoj Žižkov     | 22 | 2  | 1 | 19 | 28  | 89  | 5   |
| 12 | Cechie VIII       | 22 | 1  | 2 | 19 | 23  | 122 | 4   |

### Verdetti
- Sparta campione di Cecoslovacchia 1925-1926.
- Čechie Karlín, Libeň, Slavoj Žižkov e Cechie VIII Retrocessi.

## Statistiche

### Classifica dei marcatori
| Gol |  |  | Giocatore          | Squadra           |
| --- |  |  | ------------------ | ----------------- |
| 32  |  |  | Jan Dvořáček       | Sparta            |
| 25  |  |  | Jindřich Šoltys    | Slavia Praga      |
| 25  |  |  | Josef Silný        | Slavia Praga      |
| 24  |  |  | Antonín Křišťál    | Viktoria Žižkov   |
| 21  |  |  | Jaroslav Landman   | Kladno            |
| 19  |  |  | Maxmilián Schiessl | Meteor Praga VIII |
| 17  |  |  | Otto Novák         | Viktoria Žižkov   |
| 17  |  |  | Jan Jansa          | Nuselský          |